# Python breitensteini
Python breitensteini es una serpiente perteneciente a la familia Pythonidae; es un representante del grupo de Python curtus, formado por esta especie junto a Python brongersmai, recientemente reconocidas como especies plenas.

## Distribución geográfica
Es endémica de Borneo (Brunéi, Indonesia y Malasia).